# Jo Inge Bjørnebye
Jo Inge Bjørnebye (* 31. Oktober 1946 in Våler; † 24. März 2013 in Elverum) war ein norwegischer Skispringer.
Bei den Olympischen Winterspielen 1968 in Grenoble sprang Bjørnebye von der Normalschanze auf den 31. Platz. 1970 startete er erstmals bei der Vierschanzentournee. Dabei erreichte er beim Springen in Partenkirchen mit dem 4. Platz das beste Ergebnis seiner Karriere. In der Gesamtwertung der Vierschanzentournee 1970/71 belegte er am Ende den 6. Platz. Bei der Vierschanzentournee 1971/72 konnte er keine vorderen Platzierungen mehr erzielen. Die besten Platzierungen waren zwei fünfzehnte Plätze in Innsbruck und Partenkirchen. Am Ende belegte er den 21. Platz in der Gesamtwertung. Seine internationale Karriere beendete Bjørnebye mit dem Start bei den Olympischen Winterspielen 1972 in Sapporo. Dabei erreichte er von der Normalschanze den 51. und von der Großschanze den 34. Platz.
Jo Inge Bjørnebye ist der Vater des erfolgreichen Fußballspielers Stig Inge Bjørnebye.